# Agrostis stolonifera
Espèce
Statut de conservation UICN

 LC  : Préoccupation mineure
Agrostis stolonifera, l'agrostide stolonifère, est une espèce de plantes monocotylédones de la famille des Poaceae (graminées). C'est une plante herbacée qui pousse surtout dans l'hémisphère nord, en zone tempérée, mais qui a été diffusée dans le monde entier (via les plantations de greens de golfs notamment). 

L'hybridation avec d'autres espèces proches est possible.

## Dénomination
Le nom générique « Agrostis » est un mot emprunté au grec ancien, « ἄγρωστις » (agrostis), qui désignait dans l'Antiquité une plante fourragère non déterminée, ou au latin agrostis (même signification). L'épithète spécifique stolonifera signifie littéralement « qui porte un stolon ».
Cette espèce porte de nombreux noms vernaculaires : agrostide blanche, agrostide rampante, agrostide stolonifère, agrostis stolonifère, fiorin, trainasse.

## Description

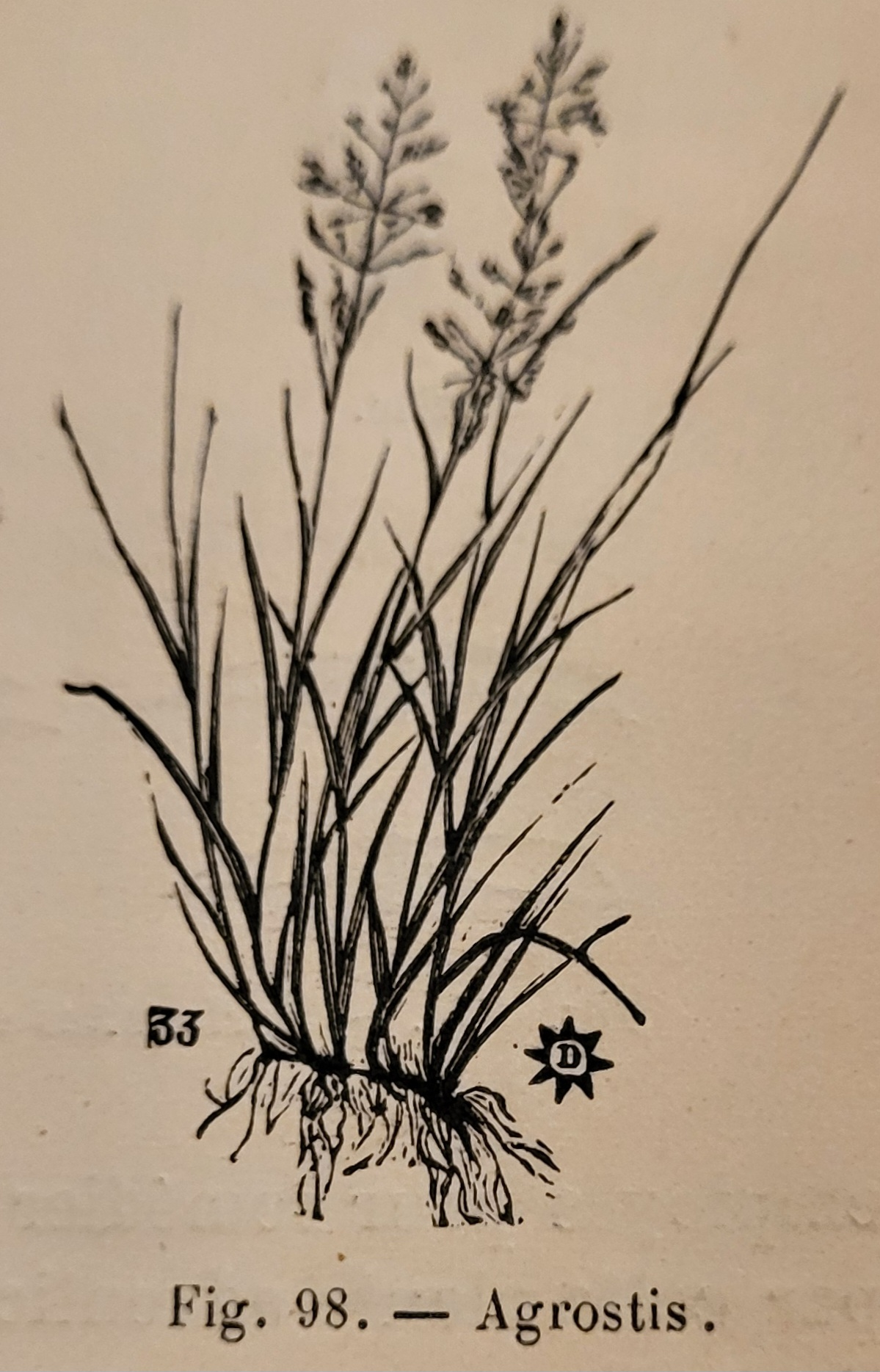
Illustration, 1907.

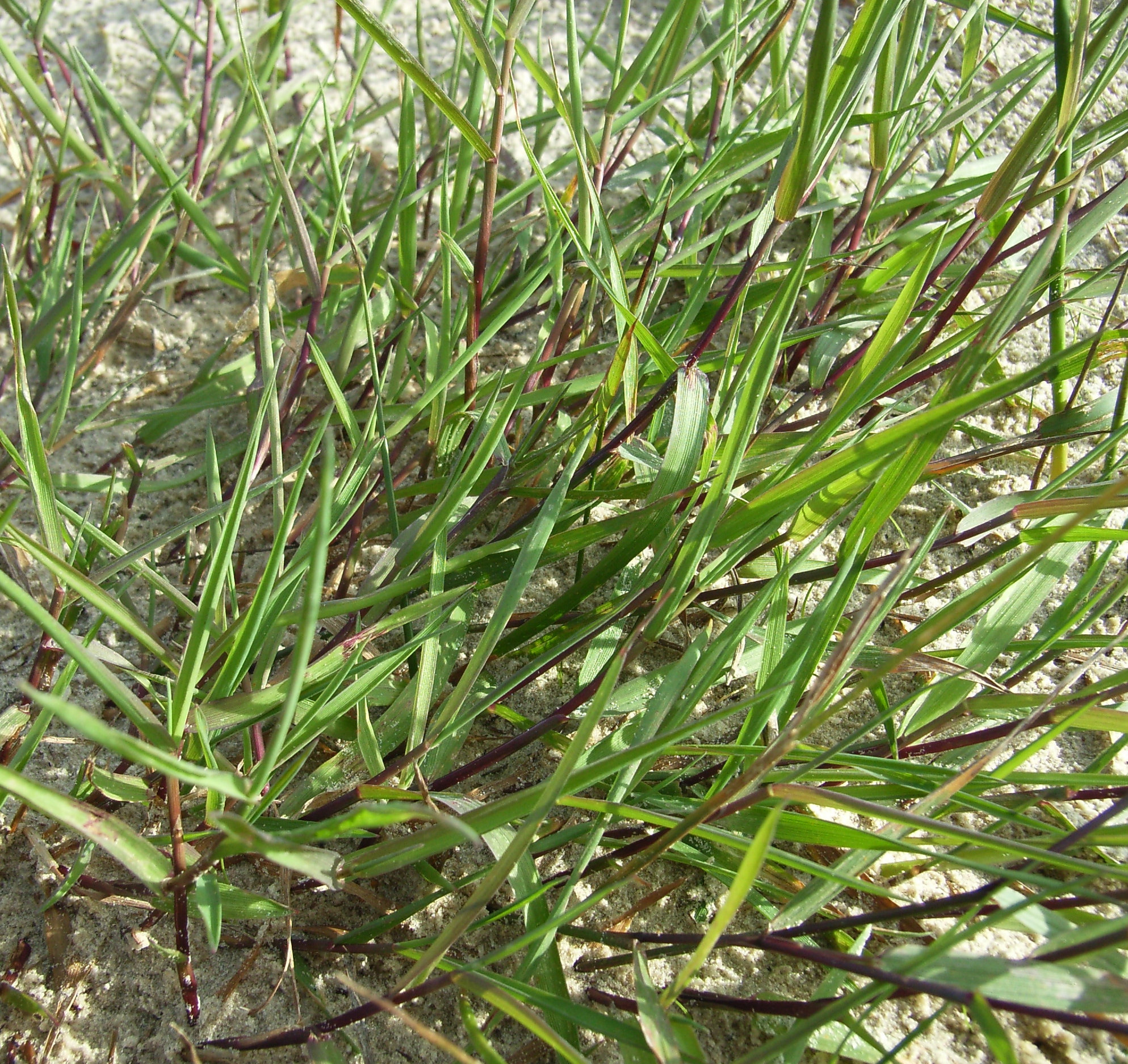
Agrostis stolonifera, ici sur substrat sableux et pauvre favorisant une forme rampante.

Agrostis stolonifera  est une plante herbacée vivace, cespiteuse, stolonifère, poussant en formant de véritables tapis végétaux.
Les tiges (chaumes), dressées ou prostrées, géniculées, peuvent s'enraciner au niveau des nœuds inférieurs.
Les feuilles ont une ligule non ciliée, au sommet arrondi, d'environ 5 à 6 mm de long. Ce caractère différencie cette espèce d'Agrostis capillaris qui a une ligule courte.
Le limbe foliaire, à la surface légèrement cannelée, à l'apex acuminé, peut atteindre 10 cm de long sur 5 mm de large. 
L'inflorescence est une panicule d'épillets, plus ou moins dense ou lâche, d'environ 13 cm de long sur 2,5 cm de large.
Les épillets, solitaires, portés par de fins pédicelles de 0,5 à 2 mm de long, comptent un seul fleuron fertile.
De forme lancéolée ou oblongue, comprimés latéralement, les épillets mesurent de 2 à 3 mm de long et se désarticulent à maturité à la base des fleurons.   
Les glumes, persistantes, d'aspect brillant, ouvertes, sont d'égale longueur, dépassant le sommet des fleurons.
Les fleurons comptent deux lodicules lancéolés, membraneux, trois anthères de 1 à 1,5 mm de long et deux stigmates exserts latéralement. 
La floraison intervient de juin à août (dans l'hémisphère nord).

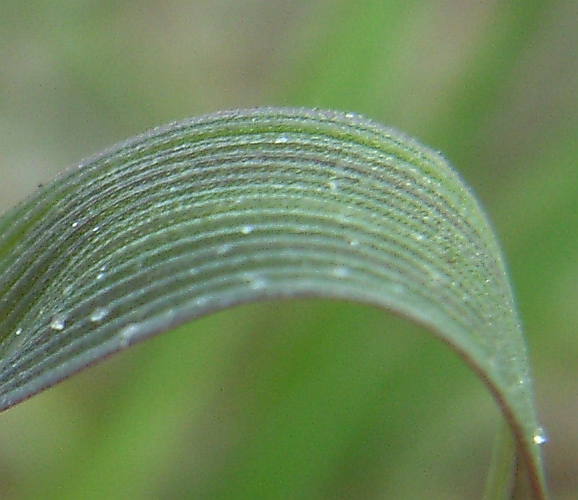
Limbe foliaire (légèrement cannelée).
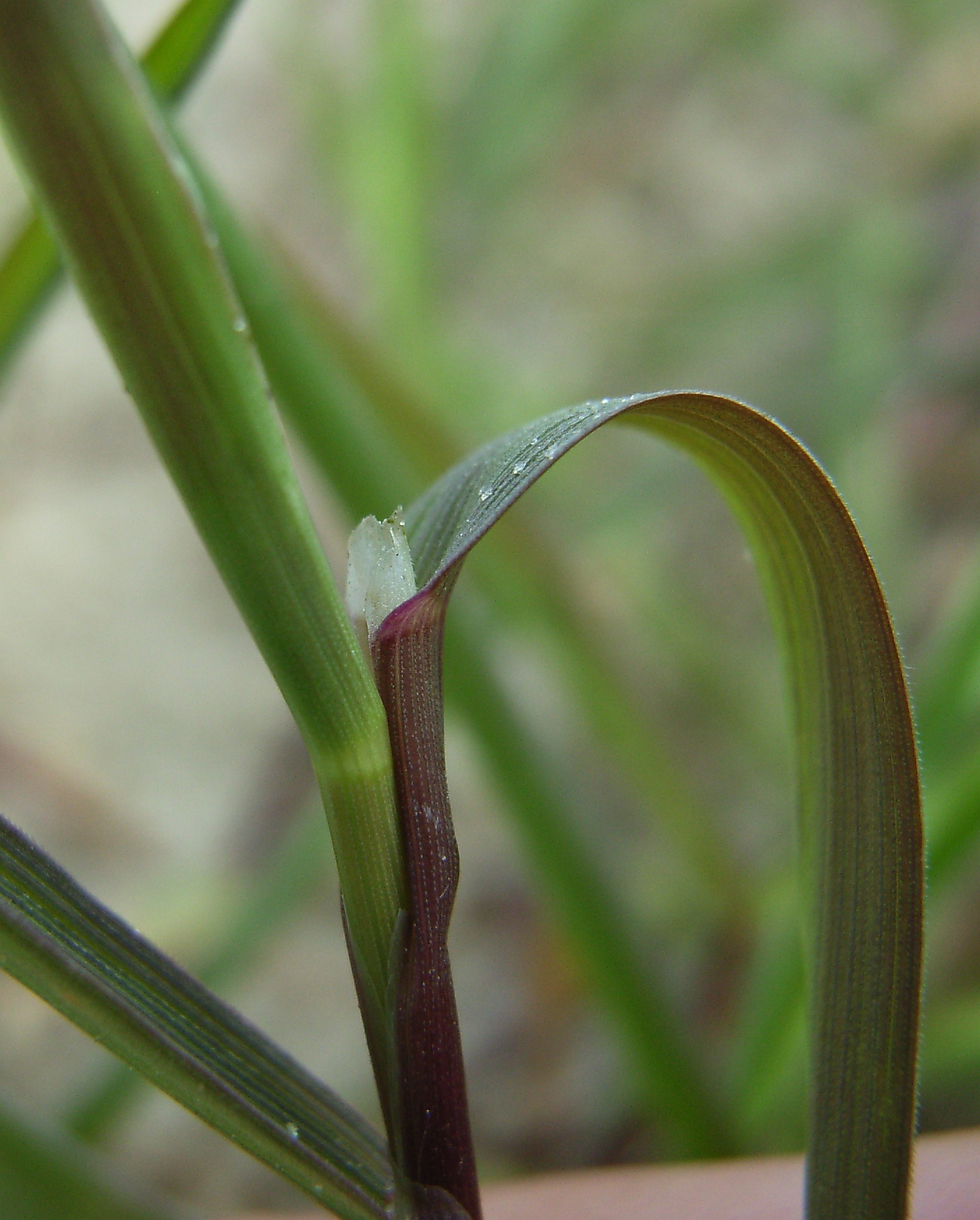
Ligule.
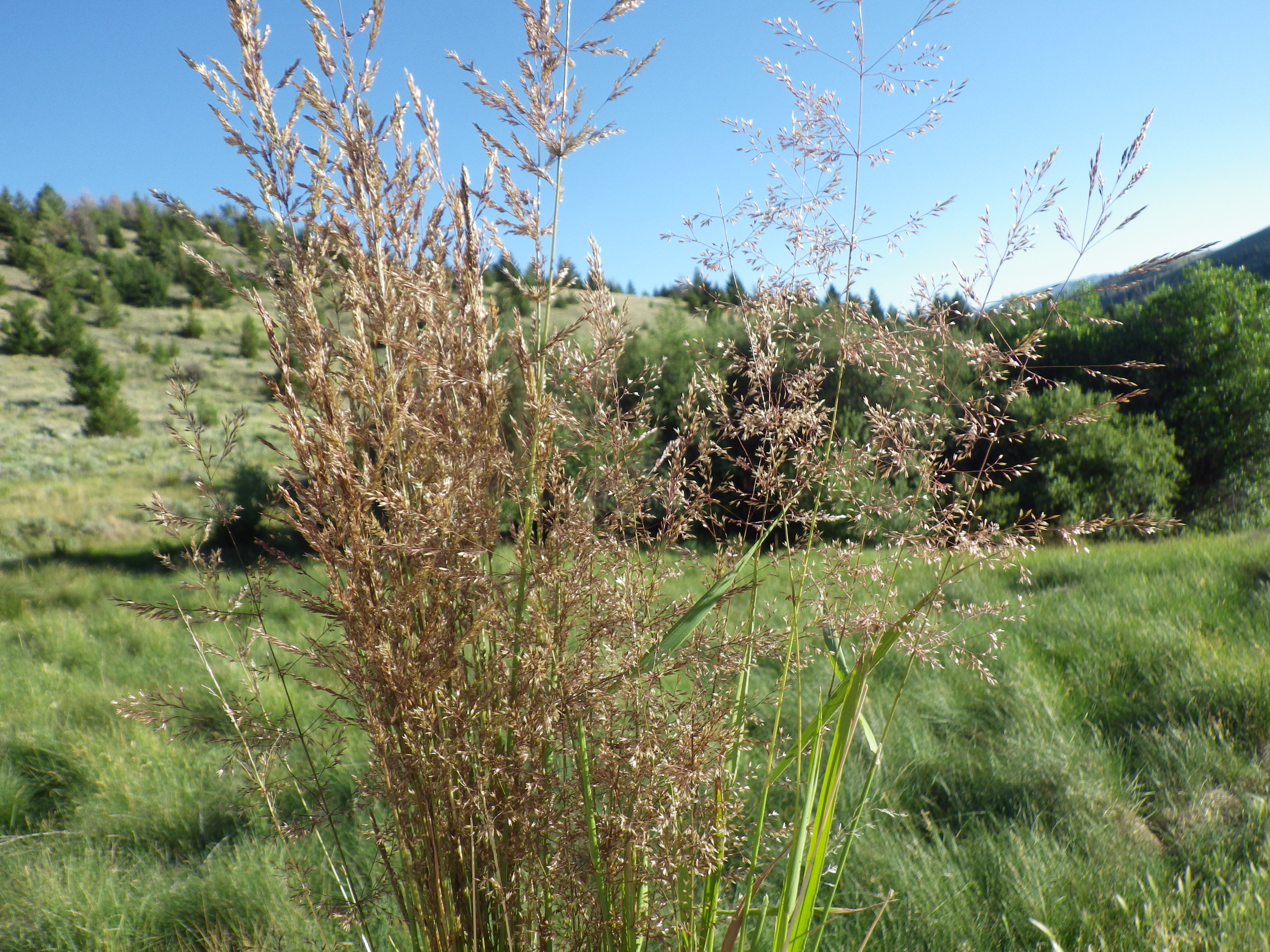
Panicules d'épillets.
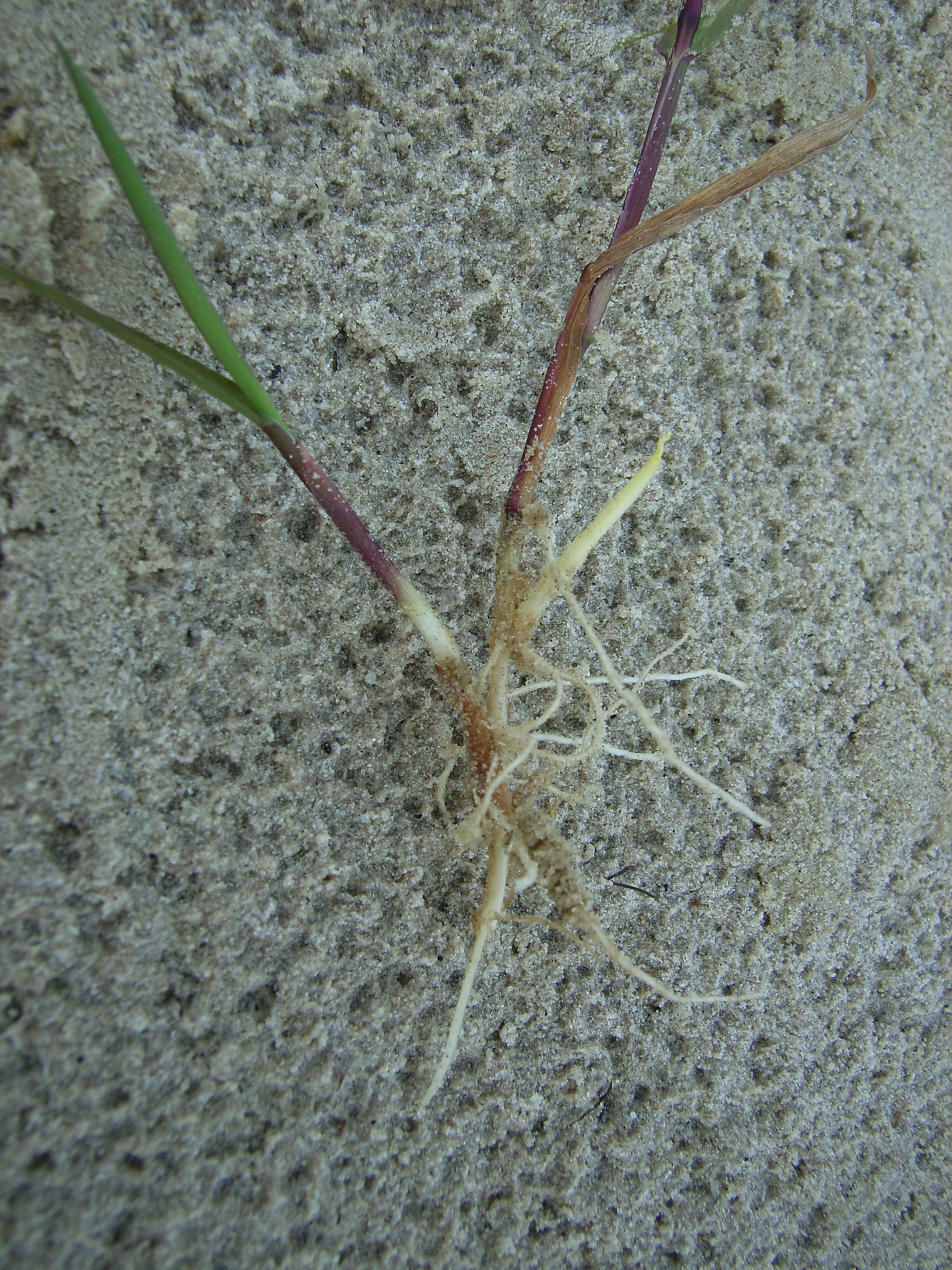
Enracinement.

## Distribution et habitat
Agrostis stolonifera est originaire d'Eurasie et d'Afrique du Nord (Algérie, Maroc et Tunisie). Il est possible que l'espèce soit également indigène de certaines régions du nord de Amérique du Nord, et, en tout cas, elle a été largement introduite et  naturalisée en Amérique et dans beaucoup d'autres endroits.
La plante se rencontre dans une grande diversité d'habitats, y compris dans les forêts, les prairies et pâturages, les zones humides, les zones ripariennes, et comme espèce pionnière dans les sites perturbés. Elle est indifférente au pH, au calcaire et marque une préférence pour les sols argilo-sableux ou argilo-calcaires. 
C'est un composant des habitats humides telles que les prairies marécageuses. Certaines de ses espèces se sont adaptées aux milieux contaminés et peuvent résister aux métaux lourds. Elle est tolérante au sel et peut pousser sur les dunes. Elle pousse jusqu'à 800 mètres d'altitude, on la rencontre jusqu'à 2 000 mètres d'altitude dans les Alpes d'Allgäu (Voralberg).
Selon le botaniste G Ducerf, quand elle est spontanée, cette espèce est une bioindicatrice de sols hydromorphe.

## Reproduction

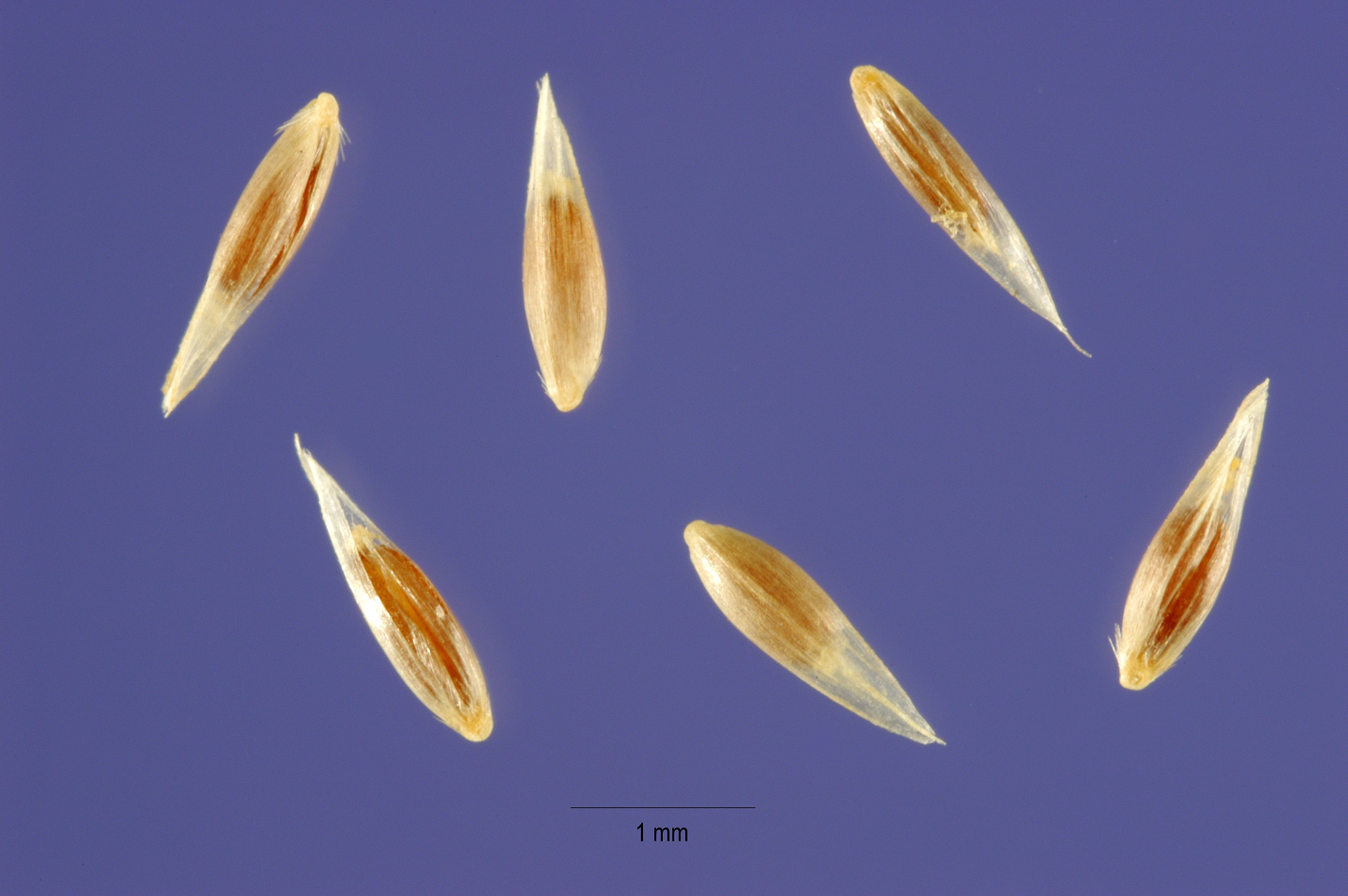
Les semences dAgrostis stolonifera sont facilement transportées par le vent, l'eau de ruissellement ou divers animaux.

La reproduction est à la fois végétative (assurée par les stolons) et sexuée, la première étant favorisée par une fauche régulière. La fécondation est anémophile: le vent transporte le pollen viable sur plusieurs dizaines de kilomètres (jusqu'à plus de 20 km comme l'a montré une étude ayant utilisé le gène CP4 EPSPS comme marqueur de pollens issus de plantes génétiquement modifiées pour résister au Roundup).
L'autofertilité a aussi été rapportée par la littérature chez des Agrostis. L'espèce est le plus typiquement un allotétraploïde,  et a cytotypes de plus haute ploïdie. Naturellement la formation d'hybrides F1 interspécifiques est généralement bas dans la fertilité ou stérile ; dans des habitats favorables, quelques hybrides (par exemple, F1 les hybrides d'A. stolonifera et Agrostis capillaris L.) ont été rapportés à de - rivalisent les deux parents. Il y a peu d'exemples clairs d'hybrides F2 ou de rétrocroisements d'hybrides F1 avec une espèce parentale. Bien que des hybrides locaux spontanés (ou introduits et naturalisés) puissent être stériles, ils peuvent constituer un composant significatif de certaines communautés floristique en raison de la forte capacité de reproduction végétative de cette espèce par ses stolons . 

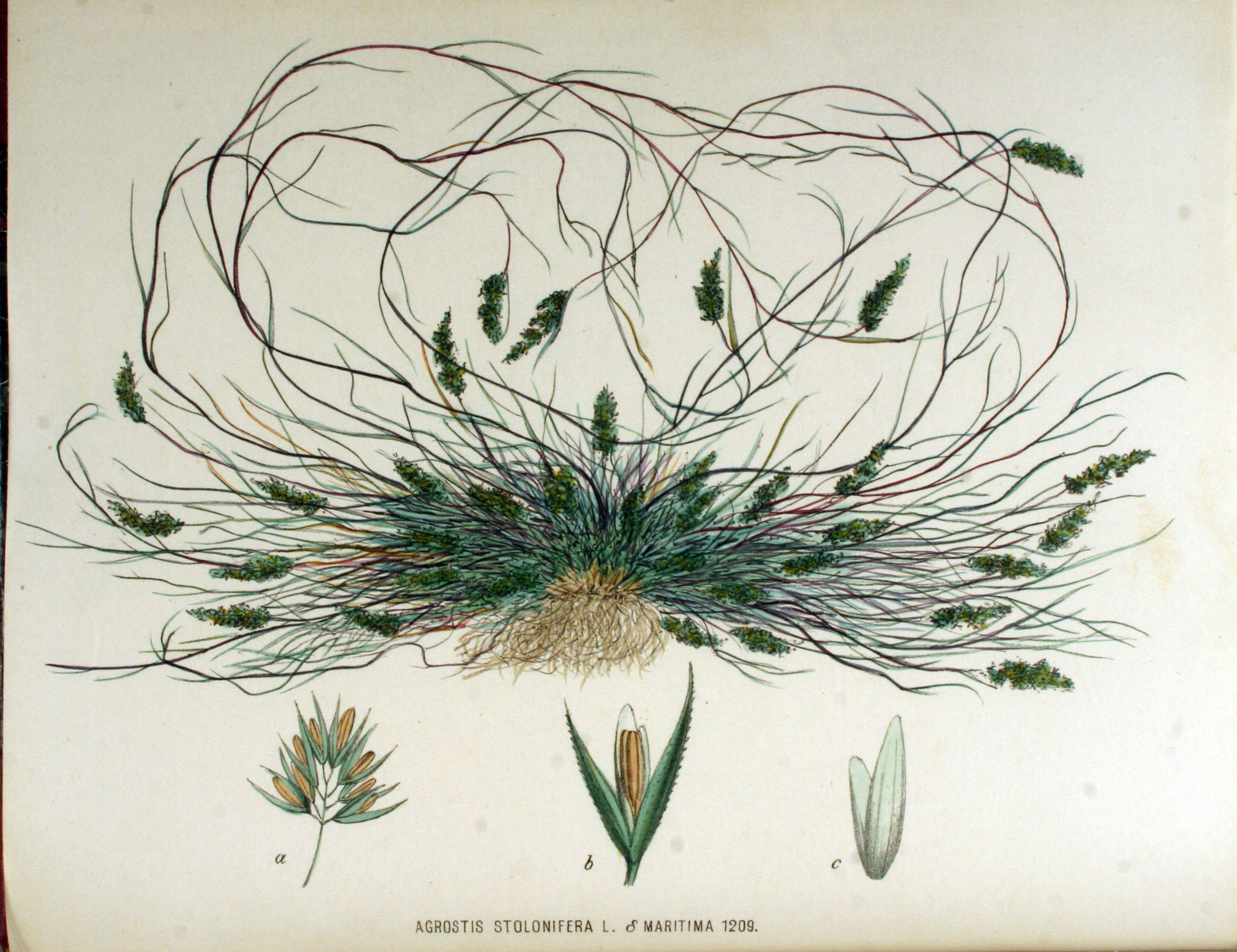
Agrostis stolonifera, planche botanique issue de Flora batava.

Les graines minuscules (jusqu'à 13 × 106 graines d'Agrostis stolonifera par kilogramme) sont aisément dispersées par le vent, l'eau et divers animaux, dont par exemple les fourmis.

## Importance économique
Cette espèce présente un intérêt commercial, car notamment utilisée :
- sur des terrains de golf dans le monde entier, notamment dans le régions au climat froid ou tempéré, en raison de sa croissance latérale qui lui permet de former des pelouses uniformes et denses à des hauteurs de tonte très rases (2,5 à 3 mm, ce qui donne une vitesse de balle régulière sur le green), de cultivars (Penncross, Penneagle…) sélectionnés sur leurs performances (qualités esthétiques, couleur, densité jusqu'à plus de 2 000 pousses au dm2, tolérance aux piétinement, résistance aux stress — chaleur, sécheresse — et aux maladies telles que le flétrissement bactérien des graminées, les moisissures et les fusarioses)[18]. Cette espèce est utilisée seule ou en mélange selon les différents parcours du golf en fonction du climat (zone fraîche de 16° à 24° en période de croissance des graminées, zone chaude de 27° à 35°, et zone tempérée) et de l'entretien. Les principales espèces adaptées aux climats froids sont la fétuque rouge, les agrostides (Agrostis tenuis, Agrostis stolonifera et Agrostis canina), le pâturin annuel et le ray-grass anglais. Celles adaptées aux climats chauds sont le chiendent (Chiendent pied-de-poule, Cynodon transvaalensis (sv)), le Paspalum vaginatum, le gazon japonais (Zoysia japonica (en), Zoysia matrella) et le kikuyu[19],[20]
- pour la phytoremédiation des métaux lourds  dans certains sols pollués[21]
- pour améliorer la qualité de l'eau par biofiltration[22].
- Elle peut être considérée comme une plante fourragère, étant spontanée et fréquente dans les prairies permanentes et autrefois[23] comme plante de prairie cultivée[24]. Sa valeur alimentaire est médiocre[8].

- Agrostis stolonifera est également une mauvaise herbe des cultures. Une population (écotype) résistant à un herbicide (l'aminotriazole, substance active du groupe F3, inhibiteurs de la synthèse des caroténoïdes, de la classification HRAC des herbicides) a été signalée en Belgique en 1986[25].

## Nomenclature et systématique

### Taxonomie
Agrostis stolonifera a été décrite par Linné et publiée dans son Species plantarum 1: 62. en 1753.
Cette espèce fait partie du genre Agrostis, encore taxonomiquement incertain, qui inclut aujourd'hui plus de 200 espèces dans le monde entier,. 

### Liste des sous-espèces et variétés
Selon The Plant List (19 juillet 2016) :
- sous-espèce Agrostis stolonifera subsp. eu-alba (Litard.) Emb. & Maire
- variété Agrostis stolonifera var. cedretorum (Maire & Trab.) Maire & Weiller
- variété Agrostis stolonifera var. jahandieziana (Litard. & Maire) Maire & Weiller
- variété Agrostis stolonifera var. longipaleata (Maire & Trab.) Maire & Weiller
- variété Agrostis stolonifera var. stenantha (Maire & Trab.) Maire & Weiller
- variété Agrostis stolonifera var. trinervata (Maire & Trab.) Maire & Weiller

### Synonymes
Selon Catalogue of Life (19 juillet 2016) :
- Agropogon robinsonii (Druce) Melderis & D.C.McClint.
- Agrostis adscendens Lange
- Agrostis alba var. albida (Trin.) Griseb.
- Agrostis alba f. amethystina Podp.
- Agrostis alba var. armena Schischk.
- Agrostis alba var. clementei Asch. & Graebn.
- Agrostis alba var. compacta Hartm.
- Agrostis alba var. condensata Druce
- Agrostis alba var. conferta Pauquy
- Agrostis alba var. decumbens Eaton & Wright, nom. illeg.
- Agrostis alba f. decumbens Gaudin
- Agrostis alba var. densiflora Guss.
- Agrostis alba f. densissima Hack.
- Agrostis alba subsp. filifolia (Link) Henriq.
- Agrostis alba var. foucaudii Husn.
- Agrostis alba var. gigantea Klett & Richt.
- Agrostis alba var. glaucescens J.Woods
- Agrostis alba var. gracilis Asch. & Graebn.
- Agrostis alba var. karsensis (Litv.) Schischk.
- Agrostis alba var. lutescens Junge
- Agrostis alba subsp. maritima (Lam.) Arcang., nom. illeg.
- Agrostis alba f. maritima (Lam.) Parl., nom. illeg.
- Agrostis alba var. maritima G.Mey.
- Agrostis alba var. narbonensis Henriq., nom. illeg. (synonyme ambigu)
- Agrostis alba var. narbonensis Malinv. (synonyme ambigu)
- Agrostis alba f. natans Glück
- Agrostis alba f. pallens Gaudin
- Agrostis alba var. pallida Spenn.
- Agrostis alba var. palustris (Huds.) Pers.
- Agrostis alba subsp. patula (Gaudin) Arcang.
- Agrostis alba f. patula (Gaudin) Gaudin
- Agrostis alba var. pontica Grecescu
- Agrostis alba var. prorepens (W.D.J.Koch) Asch.
- Agrostis alba var. pseudopungens (Lange) Asch. & Graebn.
- Agrostis alba var. salina Pohle ex Tolm., nom. nud.
- Agrostis alba var. scabriglumis (Boiss. & Reut.) Boiss.
- Agrostis alba var. stolonifera (L.) Sm.
- Agrostis alba subsp. straminea (Hartm.) K.Richt.
- Agrostis alba var. subjungens Hack.
- Agrostis alba var. subrepens Bab.
- Agrostis alba' f. substerilis Zapal.
- Agrostis alba var. varia (Host) Klett & Richt.
- Agrostis albida Trin.
- Agrostis ambigua Roem. & Schult.
- Agrostis aristulata Müll.Hal.
- Agrostis aspera Weber
- Agrostis bodaibensis Peschkova
- Agrostis brevis Knapp
- Agrostis bryoides Dumort.
- Agrostis caespitosa Gaudich., nom. illeg.
- Agrostis candollei Parl.
- Agrostis capillaris var. stolonifera (L.) Druce
- Agrostis decumbens Host
- Agrostis densissima (Hack.) Druce
- Agrostis depressa Vasey
- Agrostis difficilis Hemsl.
- Agrostis diluta Kurczenko
- Agrostis dulcis (Pers.) Sibth. ex Kunth, nom. illeg. (synonyme ambigu)
- Agrostis dulcis Poir. (synonyme ambigu)
- Agrostis eliasii Sennen, nom. nud
- Agrostis exarata var. stolonifera Vasey
- Agrostis filifolia Link
- Agrostis flava O.F.Müll.
- Agrostis flavida Schur, pro syn.
- Agrostis glaucescens (C.Presl) Spreng.
- Agrostis gracilis Kit., nom. illeg.
- Agrostis insignita Schur, pro syn.
- Agrostis intermedia Balb.
- Agrostis jacutica Schischk.
- Agrostis karsensis Litv.
- Agrostis kitaibelii Schult.
- Agrostis langei Nyman
- Agrostis lapponica Montell,
- Agrostis macrantha Schischk.
- Agrostis maritima Lam. (synonyme ambigu)
- Agrostis maritima With., nom. illeg. (synonyme ambigu)
- Agrostis maritima var. clementei Willk., nom. inval.
- Agrostis maritima var. pseudopungens Lange
- Agrostis maritima var. subrepens DC.
- Agrostis multicaulis Kit., nom. nud.
- Agrostis mutabilis Knapp, nom. illeg.
- Agrostis neglecta Schult.
- Agrostis nemoralis Phil.
- Agrostis obliqua Trin., nom. inval.
- Agrostis palustris Huds.
- Agrostis palustris var. stolonifera (L.) Druce
- Agrostis patula Gaudin
- Agrostis pauciflora Schrad.
- Agrostis polymorpha var. palustris (Huds.) Huds.
- Agrostis polymorpha var. stolonifera (L.) Huds.
- Agrostis procumbens Roem. & Schult., nom. superfl.
- Agrostis prostrata Hook.f.
- Agrostis pseudoalba Klokov
- Agrostis pseudopungens (Lange) G.H.Loos
- Agrostis pubescens Gray, nom. illeg.
- Agrostis reptans Rydb.
- Agrostis robinsonii Druce
- Agrostis salina Dumort.
- Agrostis scabrida Maire & Trab.
- Agrostis scabriglumis Boiss. & Reut.
- Agrostis sibirica Petrov
- Agrostis sibthorpii Steud., pro syn.
- Agrostis sicula Kunth, nom. superfl.
- Agrostis signata Schur
- Agrostis signata var. caespitosa Schur
- Agrostis signata var. flavida Schur
- Agrostis signata var. prorepens (W.D.J.Koch) Schur
- Agrostis sinaica Boiss.
- Agrostis sokolovskajae Prob.
- Agrostis spicata Wulfen, nom. illeg.
- Agrostis spicigera H.Lindb.
- Agrostis stolonifera subsp. albida (Trin.) Tzvelev
- Agrostis stolonifera f. amethystina (Podp.) Soó
- Agrostis stolonifera var. angustifolia Sinclair
- Agrostis stolonifera var. arenaria (Jansen & Wacht.) Jansen & Wacht.
- Agrostis stolonifera var. aristata Neilr.
- Agrostis stolonifera var. bottnica Hyl.
- Agrostis stolonifera f. caespitosa (Schur) Soó
- Agrostis stolonifera var. calcicola (Phillipson) P.D.Sell
- Agrostis stolonifera var. compacta Hartm.
- Agrostis stolonifera f. decumbens (Gaudin) Soó, nom. illeg.
- Agrostis stolonifera var. decumbens Retz.
- Agrostis stolonifera var. densiflora (Guss.) Chiov.
- Agrostis stolonifera var. dulcis Pers.
- Agrostis stolonifera var. effusa Meinsh.
- Agrostis stolonifera subsp. filifolia (Link) H.Scholz
- Agrostis stolonifera var. filifolia (Link) Portal
- Agrostis stolonifera var. flagellaris Neilr.
- Agrostis stolonifera f. flava Beldie
- Agrostis stolonifera f. flavida (Schur) Beldie
- Agrostis stolonifera subsp. gaditana (Boiss. & Reut.) Vasc.
- Agrostis stolonifera f. gracilis (Asch. & Graebn.) Soó
- Agrostis stolonifera f. humilis Soó
- Agrostis stolonifera subsp. karsensis (Litv.) Valdés & H.Scholz
- Agrostis stolonifera var. latifolia Sinclair
- Agrostis stolonifera f. lutescens (Junge) Soó, no basionym page
- Agrostis stolonifera var. malcuitiana Litard.
- Agrostis stolonifera var. marina (Gray) Kerguélen
- Agrostis stolonifera var. maritima (G.Mey.) W.D.J.Koch
- Agrostis stolonifera subsp. maritima (Lam.) Vasc., nom. illeg.
- Agrostis stolonifera var. narbonensis (Malinv.) Portal
- Agrostis stolonifera f. natans (Glück) Sóo
- Agrostis stolonifera var. nievrensis Portal
- Agrostis stolonifera f. oligantha Soó
- Agrostis stolonifera var. palustris (Huds.) Farw.
- Agrostis stolonifera subsp. palustris (Huds.) Tzvelev
- Agrostis stolonifera f. patula (Gaudin) Beldie
- Agrostis stolonifera var. patula (Gaudin) Rchb.
- Agrostis stolonifera f. pontica (Grecescu) Beldie
- Agrostis stolonifera var. prorepens W.D.J.Koch
- Agrostis stolonifera var. pseudopungens (Lange) Kerguélen
- Agrostis stolonifera var. pumila Peterm.
- Agrostis stolonifera subsp. scabrida (Maire & Trab.) Gamisans
- Agrostis stolonifera var. scabriglumis (Boiss. & Reut.) C.E.Hubb.
- Agrostis stolonifera subsp. scabriglumis (Boiss. & Reut.) Maire
- Agrostis stolonifera subsp. sokolovskajae (Prob.) Vorosch.
- Agrostis stolonifera subsp. stolonizans (Besser) Soó
- Agrostis stolonifera var. straminea (Hartm.) Hartm.
- Agrostis stolonifera subsp. straminea (Hartm.) Tzvelev
- Agrostis stolonifera var. subaristata Celak.
- Agrostis stolonifera f. subchlorantha (Schur) Beldie
- Agrostis stolonifera var. subchlorantha Schur
- Agrostis stolonifera f. substerilis (Zapal.) Soó
- Agrostis stolonifera var. tenuis Heuff.
- Agrostis stolonifera subsp. transcaspica (Litv.) Tzvelev
- Agrostis stolonifera var. varia (Host) Alef.
- Agrostis stolonifera var. viridula Andersson
- Agrostis stolonizans Besser
- Agrostis straminea Hartm.
- Agrostis tenuis var. stolonifera (L.) Podp.
- Agrostis transcaspica Litv.
- Agrostis transcaspica f. violacea Roshev.
- Agrostis trichotoma'' Kit., nom. illeg. (synonyme ambigu)
- Agrostis trichotoma Steud., nom. inval. (synonyme ambigu)
- Agrostis turinensis Tzvelev
- Agrostis valentina Roem. & Schult.
- Agrostis varia Host
- Agrostis virletii E.Fourn.
- Agrostis vivipara Biv. ex Roem. & Schult.
- Agrostis vulgaris var. frondosa Lange
- Agrostis vulgaris var. prorepens (W.D.J.Koch) Schur
- Agrostis vulgaris var. stolonifera (L.) H.Mallett
- Agrostis welwitschii Steud.
- Agrostis zerovii Klokov
- Apera palustris (Huds.) Gray
- Apera procumbens Steud., pro syn.
- Decandolia stolonifera (L.) T.Bastard
- Milium maritimum (Lam.) Clem. & Rubio
- Milium stoloniferum (L.) Lag.
- Panicum verticillatum Ucria, nom. illeg.
- Sporobolus gaditanus Boiss. & Reut.
- Sporobolus gaudichaudii (Steud.) Albov
- Sporobolus virginicus var. gaditanus (Boiss. & Reut.) Kerguélen
- Vilfa decumbens (Host) P.Beauv.
- Vilfa dulcis (Poir.) P.Beauv.
- Vilfa gaditana (Boiss. & Reut.) Steud.
- Vilfa gaudichaudii Steud.
- Vilfa glaucescens C.Presl
- Vilfa maritima (Lam.) P.Beauv.
- Vilfa patula (Gaudich.) P.Beauv.
- Vilfa stolonifera (L.) P.Beauv.
- Vilfa stolonifera var. brevis (Knapp) Gray
- Vilfa stolonifera var. marina Gray
- Vilfa stolonifera var. maritima (Lam.) Gray

## Variétés cultivées

### Variétés cultivées en Europe
Principalement utilisé pour les greens de golf, près de 50 variétés sont inscrites au Catalogue européen des espèces et variétés et plus de 20 variétés sont inscrites au Catalogue officiel français.
.

### Variétés OGM (génétiquement modifiées) aux États-Unis
C'est pour sa valeur commerciale potentielle que c'est l'une des premières herbacées à avoir été génétiquement modifiée pour résister au glyphosate. 
Les sociétés Monsanto et Scotts ont officiellement adressé début 2004 une demande de commercialisation de l'"événement ASR368" de cette graminée transgénique à l'administration américaine. 
Dès la demande de commercialisation, l'Union des scientifiques concernés (UCS) a aussitôt mis en garde sur les risques de diffusion du transgène à d'autres variétés - parmi lesquelles des plantes considérées comme mauvaises herbes par les agriculteurs, vignerons ou cultivateurs. 

Dès l'annonce de la demande faite par les industriels, l'ONG UCS (Union of Concerned Scientists) a demandé au département américain de l'agriculture de surseoir à toute autorisation.  

Quelques mois plus tard (21 septembre 2004), l'EPA reconnaissait avec la diffusion d'une étude sur la diffusion du pollen d'Agrostis que ces craintes étaient fondés ; l'étude confirmant une large diffusion du pollen de la variété transgénique d' A. stolonifera qui s'est en situation réelle montré capable de féconder des plantes situées jusqu'à 21 km (sous le vent dominant des parcelles "sources"), produisant alors des hybrides viables et résistants au glyphosate. Cette étude est la première à démontrer l'existence d'une Pollution génétique à grande distance. Elle a été menée conjointement par l'EPA (National Health and Environmental Effects Research Laboratory), l'U.S. Geological Survey et la Dynamac Corporation. Les auteurs de cette étude suggèrent que d'autres travaux soient faits pour préciser le risque et degré d'introgression de ces transgènes dans les populations naturelles.
Dans ce cas la contamination a été jugée préoccupante :
- 75 des 138 plantes sentinelles et 29 de 69 plantes résidentes suivies par les scientifiques ont été fécondés par du pollen transgénique[1].
- L'essentiel du flux de pollen "marqué par le transgène" fécondait des plantes situées à deux kilomètres sous le vent dominant, mais aussi bien que moindrement jusqu'à 21 km et 14 km respectivement pour les plantes sentinelles (plantes placées dans des parcelles volontairement éloignées de champs d'Agrostis, pour minimiser les pollinisations avec des plantes conventionnelles, à la différence des plantes résidentes, qui étaient des plantes-témoin naturellement situées dans leur environnement habituel) suivies par les chercheurs[1] ;
- Dans ce cas, la surface "contaminée" par les pollens transgéniques issus des parcelles expérimentales était de 310 km2 ;
- Un autre fait préoccupant[32] a été la fécondation croisée et fortuite observée lors de cette expérience avec quelques  Agrostis gigantea (espèce-cousine de A. stolonifera, alors qu'aucun croisement n'a été observé avec Polypogon monspeliensis, espèce proche, mais d'un genre différent). D'après Carol Mallory-Smith, dans un article publié en 2012 dans Molecular Ecology, une hybridation entre l'agrostide blanche et des Polypogon monspeliensis a été découverte. Une contamination intergénérique est donc possible entre ces deux espèces.  Agrostis gigantea est également une espèce considérée comme mauvaise herbe par les agriculteurs, ce qui peut être jugé préoccupant selon Christian Huyghe (chef de l'Unité de recherche prairies et fourragères de l'Institut national de recherche agronomique de l'INRA[33]).